# Biskupi chełmscy (Kościół łaciński)
Biskupi chełmscy – łacińska katolicka diecezja chełmska istniała od połowy XIV w. do 1805, a faktycznie do 1807 (z powodu opóźnienia wykonania bulli papieskiej wywołanego wojną).
Łacińscy biskupi chełmscy byli senatorami I Rzeczypospolitej. Zajmowali dziesiąte miejsce wśród senatorów duchownych, a po unii lubelskiej trzynaste. W latach 1594–1617 byli wieczystymi wielkimi kanclerzami Akademii Zamojskiej. Kilku było podkanclerzymi koronnymi. Na 45 ordynariuszy, 28 awansowało na ważniejsze w hierarchii biskupstwa. Dwóch zostało później prymasami Polski, a jeden prymasem Królestwa Polskiego. 17 umarło, będąc biskupami chełmskimi. Siedzibą biskupów był Chełm, a w latach 1490–1664 i 1773–1805 Krasnystaw. Główną rezydencją biskupią był pałac w Skierbieszowie, dogodnie położony pomiędzy Chełmem, Krasnymstawem i Zamościem.
W 2009 papież Benedykt XVI ustanowił Chełm stolicą tytularną. Tytularnym biskupem chełmskim 20 kwietnia 2013 został mianowany Stanisław Jamrozek, biskup pomocniczy archidiecezji przemyskiej.

## Biskupi Ordynariusze
| Lata urzędowania | Biskup | Biskup                           | Uwagi |
| ---------------- | ------ | -------------------------------- | --- |
| 1358-1365        |        | Tomasz z Sienna                  | nie objął urzędu, późniejszy biskup pomocniczy krakowski |
| ok. 1380-1416    |        | Stefan ze Lwowa                  | biskup pomocniczy poznański i sufragan włocławski |
| 1417-1452        |        | Jan Biskupiec                    | |
| 1452-1462        |        | Jan Kraska                       | |
| 1463-1479        |        | Paweł z Grabowa                  | |
| 1480-1484        |        | Jan Kaźmierski                   | późniejszy biskup przemyski |
| 1484-1486        |        | Jan z Targowiska                 | |
| 1490-1505        |        | Maciej ze Starej Łomży           | wcześniej biskup kamieniecki, przeniósł siedzibę diecezji do Krasnegostawu                                                                                                |
| 1505-1510        |        | Mikołaj Kościelecki              | |
| 1518-1538        |        | Jakub Buczacki                   | późniejszy biskup płocki, sekretarz króla Aleksandra Jagiellończyka |
| 1538-1539        |        | Sebastian Branicki               | wcześniej biskup kamieniecki, późniejszy biskup poznański |
| 1539-1541        |        | Samuel Maciejowski               | późniejszy biskup płocki i krakowski, sekretarz króla Zygmunta Starego |
| 1542-1543        |        | Mikołaj Dzierzgowski             | Późniejszy biskup włocławski, arcybiskup gnieźnieński, Prymas Polski |
| 1543-1545        |        | Jan Dziaduski                    | wcześniej biskup margaryteński, kamieniecki, sufragan włocławski, późniejszy biskup przemyski                                                                             |
| 1545-1546        |        | Andrzej Zebrzydowski             | wcześniej biskup kamieniecki, późniejszy biskup włocławski i krakowski, sekretarz króla Zygmunta Starego                                                                  |
| 1546-1551        |        | Jan Drohojowski                  | późniejszy biskup kujawski |
| 1551-1561        |        | Jakub Uchański                   | późniejszy biskup włocławski, arcybiskup gnieźnieński, Prymas Polski i Litwy, interrex po śmierci Zygmunta Augusta i ucieczce Henryka Walezego                            |
| 1561-1562        |        | Mikołaj Wolski                   | późniejszy biskup kujawski, sekretarz króla Zygmunta Augusta |
| 1562-1577        |        | Wojciech Staroźrebski Sobiejuski | sekretarz króla Zygmunta Starego, późniejszy biskup przemyski |
| 1578-1587        |        | Adam Pilchowski                  | sekretarz króla Stefana Batorego |
| 1590-1591        |        | Wawrzyniec Goślicki              | późniejszy biskup przemyski i poznański, sekretarz króla Zygmunta Augusta                                                                                                 |
| 1591-1600        |        | Stanisław Gomoliński             | organizator Akademii Zamojskiej, budowniczy pałacu biskupów chełmskich w Krasnymstawie, późniejszy biskup łucki                                                           |
| 1601-1621        |        | Jerzy Zamoyski                   | zreorganizował diecezję chełmską |
| 1621-1627        |        | Maciej Łubieński                 | późniejszy biskup poznański, kujawski, arcybiskup gnieźnieński, Prymas Polski i Litwy, fundator kaplicy Matki Bożej na Jasnej Górze                                       |
| 1627-1640        |        | Remigiusz Koniecpolski           | sekretarz króla Zygmunta III Wazy |
| 1641-1644        |        | Paweł Piasecki                   | wcześniej biskup kamieniecki, późniejszy biskup przemyski, sekretarz króla Zygmunta III Wazy                                                                              |
| 1644-1657        |        | Stanisław Pstrokoński            | uznał objawienia w Krasnobrodzie |
| 1658-1667        |        | Tomasz Leżeński                  | późniejszy biskup łucki |
| 1667-1669        |        | Jan Różycki                      | sekretarz królów Władysława IV Wazy i Jana Kazimierza |
| 1670-1673        |        | Krzysztof Jan Żegocki            | Polityk i partyzant podczas potopu szwedzkiego, wojewoda inowrocławski, święcenia przyjął po śmierci żony                                                                 |
| 1673-1676        |        | Stanisław Kazimierz Dąmbski      | późniejszy biskup łucki (budowniczy katedry), płocki, kujawski i krakowski (zmarł przed objęciem urzędu)                                                                  |
| 1677-1696        |        | Stanisław Jacek Święcicki        | wcześniej biskup sufragan żmudzki, późniejszy biskup chełmiński (zmarł przed objęciem urzędu)                                                                             |
| 1699-1705        |        | Mikołaj Michał Wyżycki           | przebudował rezydencję biskupów chełmskich w Skierbieszowie |
| 1705-1710        |        | Kazimierz Łubieński              | późniejszy biskup krakowski |
| 1710-1712        |        | Teodor Wolff von Ludinghausen    | wcześniej biskup inflancki |
| 1713-1719        |        | Krzysztof Jan Szembek            | późniejszy biskup przemyski, warmiński, koronował obraz MB Częstochowskiej na Jasnej Górze                                                                                |
| 1719-1724        |        | Aleksander Antoni Fredro         | późniejszy biskup przemyski |
| 1725-1733        |        | Jan Feliks Szaniawski            | wcześniej biskup pomocniczy lwowski |
| 1736-1753        |        | Józef Eustachy Szembek           | późniejszy biskup płocki |
| 1753-1765        |        | Walenty Franciszek Wężyk         | późniejszy biskup przemyski |
| 1765-1771        |        | Feliks Paweł Turski              | późniejszy biskup łucki i krakowski |
| 1771-1780        |        | Antoni Onufry Okęcki             | późniejszy biskup poznański |
| 1780-1781        |        | Jan Alojzy Aleksandrowicz        | wcześniej biskup koadiutor diecezji chełmskiej |
| 1781-1790        |        | Maciej Grzegorz Garnysz          | wcześniej biskup pomocniczy kujawski |
| 1790-1805        |        | Wojciech Józef Skarszewski       | za jego urzędowania biskupstwo chełmskie przekształcono w biskupstwo lubelskie; późniejszy biskup lubelski, arcybiskup metropolita warszawski, Prymas Królestwa Polskiego |

## Biskupi Koadiutorzy
| Lata urzędowania | Biskup                    | Uwagi                                      |
| ---------------- | ------------------------- | ------------------------------------------ |
| 1775-1780        | Jan Alojzy Aleksandrowicz | późniejszy ordynariusz diecezji chełmskiej |

## Biskupi pomocniczy
| Lata urzędowania | Biskup                    | Uwagi                                                                      |
| ---------------- | ------------------------- | -------------------------------------------------------------------------- |
| 1622-1643        | Abraham Śladkowski        |                                                                            |
| 1644-1676        | Mikołaj Świrski           |                                                                            |
| 1696-1720        | Jan Dłużewski             |                                                                            |
| 1721-1723        | Walenty Konstanty Czulski |                                                                            |
| 1724-1725        | Michał de la Mars         |                                                                            |
| 1727-1738        | Józef Olszański           |                                                                            |
| 1738-1741        | Józef Antoni Łaszcz       | późniejszy biskup koadiutor kijowski                                       |
| 1748-1757        | Jan Chryzostom Krasiński  |                                                                            |
| 1760-1775        | Dominik Józef Kiełczewski |                                                                            |
| 1775-1788        | Melchior Jan Kochnowski   | faktyczny zarządca diecezji za czasów urzędowania biskupa Macieja Garnysza |
| 1780-1781        | Maciej Grzegorz Garnysz   | późniejszy biskup ordynariusz chełmski                                     |